# Serres de Seró
Les Serres de Seró és una serra situada al municipi d'Artesa de Segre a la comarca del Noguera, amb una elevació màxima de 462 metres.